# X-діапазон
X-діапазон (X band) — діапазон частот сантиметрових довжин хвиль, що використовуються в радіолокації, наземному та супутниковому радіозв'язку. За визначенням IEEE, цей діапазон простягається від 8 до 12 ГГц електромагнітного спектра (довжини хвиль від 3,75 до 2,5 см), хоча в супутниковому зв'язку цей діапазон «зрушений» у бік C-діапазону і лежить приблизно між 7 та 10,7 ГГц.

## Супутникові системи
У супутниковому зв'язку частина X-діапазону між 7,9 і 8,4 ГГц для лінії Земля — Супутник (uplink), і між 7,25 та 7,75 ГГц для лінії Супутник — Земля (downlink) зарезервована для фіксованого супутникового зв'язку у військових цілях. Так, російські військові супутники-ретранслятори «Радуга-1» та «Радуга-1М» працюють у цьому діапазоні. Їхні ретранслятори X-діапазону були заявлені в Міжнародному комітеті реєстрації частот (ITU-R) під найменуванням «Галс» (позначення від Gals-1 до Gals-18, виключаючи Gals-13) і служать для забезпечення урядового та військового зв'язку. Цей діапазон зазвичай називається «X-діапазон 7/8 ГГц».

### Далекий космічний зв'язок
Частина X-діапазону зарезервована для далекого космічного зв'язку. На цей момент американська мережа Deep Space Network (DSN) активно використовує цей діапазон для зв'язку з міжпланетними КА через станції Голдстоун у пустелі Мохаве в Південній Каліфорнії (США), Комплекс дальнього космічного зв'язку в Канберрі (Австралія) та Мадридський комплекс далекого космічного зв'язку (Іспанія). Крім X-діапазону, також використовуються S-діапазон і K-діапазон.
Найвідоміші американські міжпланетні станції, для зв'язку з якими використовувався X-діапазон: місія «Вікінг» до Марса; місія «Вояджер» до зовнішніх планет Сонячної системи; місія «Галілео» до Юпітера і «Кассіні — Гюйгенс» до Сатурна.
Радянська система далекого космічного зв'язку, заснована на радіотелескопах РТ-70 та П-400П, працювала в C- та X-діапазонах. Антени встановлені в Західному та Східному центрі далекого космічного зв'язку, поблизу Євпаторії та Уссурійська.

## РЛС

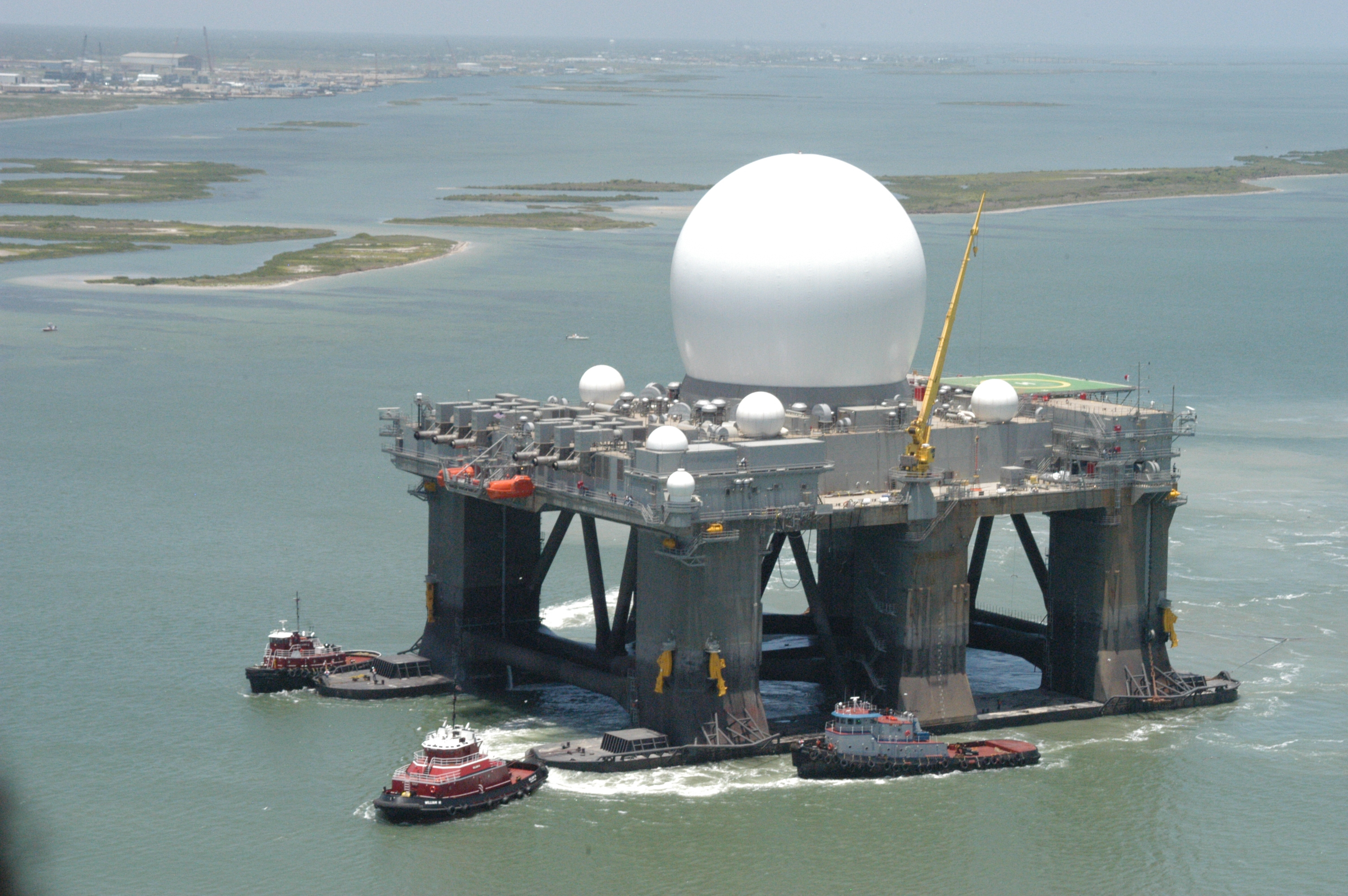
Радар X-діапазону морського базування

X-діапазон широко використовується в радіолокації. У цьому діапазоні використовуються радари багатьох типів як у військових, так і в цивільних цілях. Так, наприклад, радари X-діапазону широко використовуються в метеорології, позаяк через меншу довжину хвилі (у порівнянні з діапазонами L- і S- і C-) ці радари більш чутливі до туману та хмар, що складаються з дрібних крапель води, а також використовуються для виявлення снігових опадів та зон неінтенсивного дощу. З іншого боку, через невеликі розміри їх антен ці радари легко зробити на мобільній основі, що спрощує їх використання.
Крім того, радари X-діапазону використовуються в радіонавігації, в управлінні рухом суден, в управлінні повітряним рухом та інших областях.
У військових цілях радари X-діапазону використовуються для виявлення літаків, балістичних ракет та контрбатарейної боротьби.

### Радари ДПС
Поліцейські дорожні радари використовують кілька несучих радіочастот, але найстарішою та основною є частота 10 525 МГц (±25 МГц). Безліч імпортних та російських радарів ДПС використовували цю частоту, з яких найпопулярнішими були «Бар'єр» та «Сокіл». Найперший радянський вимірювач швидкості «Бар'єр» наприкінці 90-х був знятий з виробництва через велике опромінення користувача. Радар наступного покоління «Сокіл» був менш шкідливим, але його також перестали випускати у 2008 році через низьку точність вимірювань, що виробляються у X-діапазоні.
Сучасні дорожні радари працюють у діапазонах K- та Ka-.